# Gernot Schulz
Gernot Schulz (* 22. Februar 1952 in Stuttgart) ist ein deutscher Dirigent und Musikpädagoge.

## Werdegang
Schulz begann nach dem Studium an der Hochschule für Musik und Darstellende Kunst in Hamburg als 22-jähriger Schlagzeuger beim Berliner Philharmonischen Orchester und blieb dort bis zum Jahr 2004. Das Musizieren unter Herbert von Karajan prägte ihn und war bestimmend für seinen weiteren musikalischen Werdegang. In den 1980er Jahren begann er neben seiner Orchestertätigkeit mit dem Dirigieren und studierte an der Leipziger Hochschule für Musik bei Volker Rohde. Es folgten Meisterkurse in Wien und Salzburg sowie eine Einladung von Leonard Bernstein nach Tanglewood. Letzterer zählte mit Sir Georg Solti zu seinen größten Förderern, für die er Einstudierungen mit dem Orchester der Mailänder Scala, dem Orchester des Schleswig-Holstein Musik Festival und dem Orchestra di Santa Cecilia di Roma vornahm. Von 1995 bis 1999 übernahm er die Leitung der Internationalen Sommerakademie in Kloster Michaelstein. Gemeinsam mit Manfred Harnischfeger gründete er im Jahr 2008 das Unternehmen "Dirigieren & Führen".
Schulz trat u. a. mit dem Kammerorchester der Berliner Philharmoniker, dem Münchner Rundfunkorchester, dem Orchester der Komischen Oper Berlin, der Staatskapelle Weimar, dem Brandenburgischen Staatsorchester Frankfurt, den Hamburger Symphonikern, den Brandenburger Symphonikern, dem Orchester des Schleswig-Holstein-Musik-Festivals, dem Eugene Symphony Orchestra (USA), den Budapester Philharmonikern, dem Tschechischen Nationalorchester, dem Nationalorchester Taiwan, dem Rundfunkorchester Ljubljana, dem Lettischen Nationalorchester Riga, dem Orquestra Simfònica de Baleares und dem Noord Nederlands Orkest auf. Bei dem von Claudio Abbado initiierten Kontrapunkte-Festival der Osterfestspiele Salzburg dirigierte Gernot Schulz verschiedene Ensembles der Berliner Philharmoniker, mit denen ihn seitdem eine regelmäßige Zusammenarbeit verbindet.
Schulz gastierte bei den Frankfurter Festen, den Berliner Festwochen u. a. mit Uraufführungen von Hans Werner Henze, Wilhelm Killmayer, Günter Bialas und Peter Michael Hamel, den Festspielen Mecklenburg-Vorpommern und beim Schleswig-Holstein-Musik-Festival. In der Saison 2006/2007 konzertierte Gernot Schulz u. a. mit dem Orchester der Komischen Oper Berlin, der Staatskapelle Weimar und den Nürnberger Philharmonikern.

## Einspielungen
An der Produktion der ersten CD des neugegründeten Labels der Berliner Philharmoniker war neben Sir Simon Rattle und den Philharmonikern auch Gernot Schulz mit der Einspielung der Musik zum Film Rhythm Is It! beteiligt. Die ebenfalls von Karim Sebastian Elias komponierte und mit dem Rolf-Hans Müller Preis für Filmmusik ausgezeichnete Musik zu dem ZDF-Zweiteiler Die Rosenzüchterin spielte er mit dem Brandenburgischen Staatsorchester Frankfurt ein; die CD erschien 2004 bei Sony Classical. Weitere CD-Aufnahmen, u. a. das Opernfragment Adrast von Franz Schubert, wurden in den letzten Jahren von Ars Produktion und Wergo veröffentlicht.

## Ehrungen
Im Jahr 1996 war Gernot Schulz Preisträger beim Dirigierwettbewerb der deutschen Musikhochschulen in München.